# 2025-ös Formula–1 São Pauló-i nagydíj
A São Paulo-i nagydíj a 2025-ös Formula–1 világbajnokság huszonegyedik futama lesz, amelyet 2025. november 7. és november 9. között rendeznek meg az Autódromo José Carlos Pace versenypályán, São Paulóban.

## Választható keverékek
| Abroncs              | Friss | Használt |
| -------------------- | ----- | -------- |
| Kemény keverék (C2)  |       |          |
| Közepes keverék (C3) |       |          |
| Lágy keverék (C4)    |       |          |
| Átmeneti esőgumi (I) |       |          |
| Teljes esőgumi (W)   |       |          |

## Szabadedzés
A sao paulói nagydíj szabadedzését november 7-én, pénteken délután tartják, magyar idő szerint 15:30-tól.

## Sprintidőmérő
A Sao paulói nagydíj sprintidőmérőjét november 7-én, pénteken délután tartják, magyar idő szerint 19:30-tól.

## Sprintfutam
A Sao paulói nagydíj sprintfutamát november 8-án, szombat délután tartják, magyar idő szerint 15:00-tól.

## Időmérő edzés
A Sao paulói nagydíj időmérő edzését november 8-án, szombat délután tartják, magyar idő szerint 19:00-tól.

## Futam
A Sao paulói nagydíj futamát november 9-én, vasárnap délután tartják, magyar idő szerint 18:00-tól.